# Виступ (геополітика)

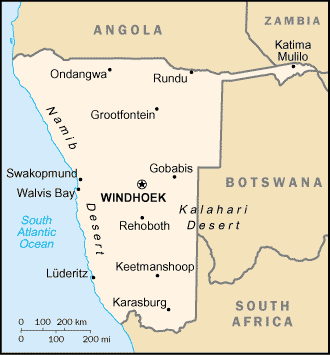
Карта Намібії зі смугою Капріві на північному сході.

Виступ у геополітичному значенні — частина держави чи адміністративно-територіальної одиниці, що виступає за основну лінію кордону території.
Форма виступу нагадує форму півострова, однак замість води виступ з двох або трьох боків оточують сусідні прилеглі територіальні одиниці основного суходолу.
В американській англійській поширений термін сковорідник (англ. panhandle) на позначення відносно довгого й вузького виступу, наприклад Південно-Східної Аляски. Рідше вживається димар (англ. chimney), щодо виступів «вгору» по мапі, на північ, наприклад щодо Північного виступу Західної Вірджинії), а також каблук (англ. bootheel), щодо виступів на «нижньому», південному кінці території, наприклад щодо Міссурійського виступу.

## Виступи країн

### Африка
- Провінція Чибітоке, Бурунді
- Крайньопівнічний регіон, Камерун
- Катанзька віднога, ДР Конго
- Нижнє Конго
- Німба, Ліберія
- Нсандже, Малаві
- Каєс, Малі
- Тете, Мозамбік
- Смуга Капріві, Намібія
- Казаманс, Сенегал
- Блакитний Ніл, Судан
- Ваді-Хальфа[en], Судан
- Кагера, Танзанія
- Дебубаві-Кей-Бахрі, Еритрея
- Гамбела, Ефіопія

Крайньопівнічний регіон Камеруну

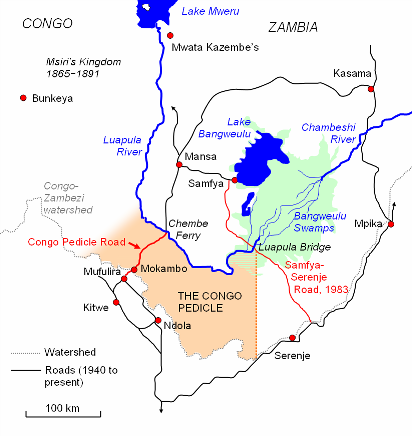
Виступ провінції Катанга в Конго — так звана Катанзька віднога

- Національний парк Калахарі-Гемсбок, ПАР

### Півнчіна та Південна Америка
- Місьйонес, Аргентина
- Рорайма, Бразилія
- Амасонас, Венесуела
- Петен, Гватемала
- Південно-східне Онтаріо, Канада

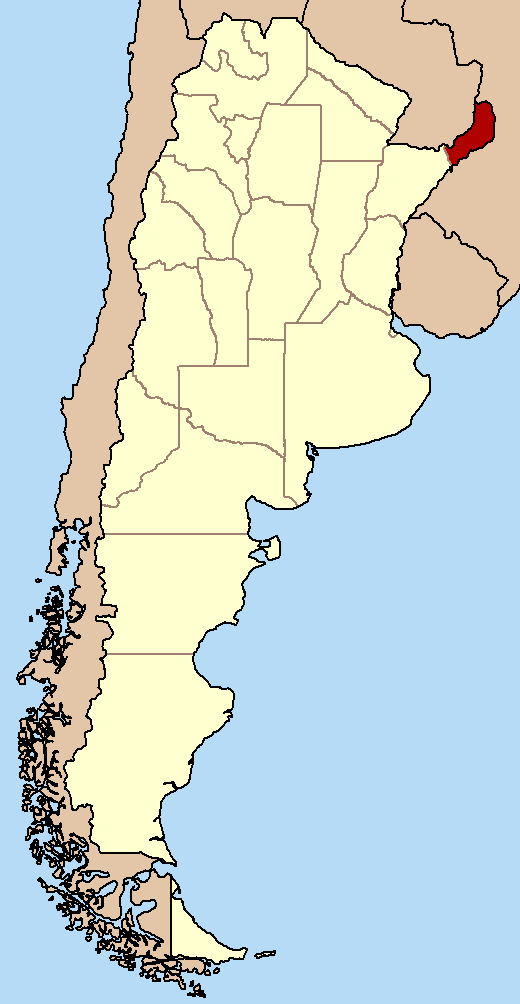
Провінція Місьйонес в Аргентині

- Парк Татшеншині-Алсек, Британська Колумбія, Канада
- Південна частина департаменту Амасонас, Колумбія
- Південно-східна частина департаменту Ґуайнія, Колумбія
- Тумбес, Перу
- Південно-Східна Аляска, США

### Азія
- Ваханський коридор, Афганістан
- Рангпур, Бангладеш
- Читтагонг, Бангладеш
- Тейнінь, В'єтнам
- Єрусалимський коридор[en], Ізраїль
- Галилейський виступ[en], Ізраїль
- Сім сестер, Індія
- Сіккім, Індія
- Ель-Мафрак, Йорданія
- Мангистауська область, Казахстан
- Клюв Папуги[en], Камбоджа
- Луручинський виступ[en], Кіпр
- Баткенська область, Киргизстан
- Пхонгсалі, Лаос
- Танінтаї, М'янма
- Приморський край, Росія

Північно-Східна Індія і штат Сіккім

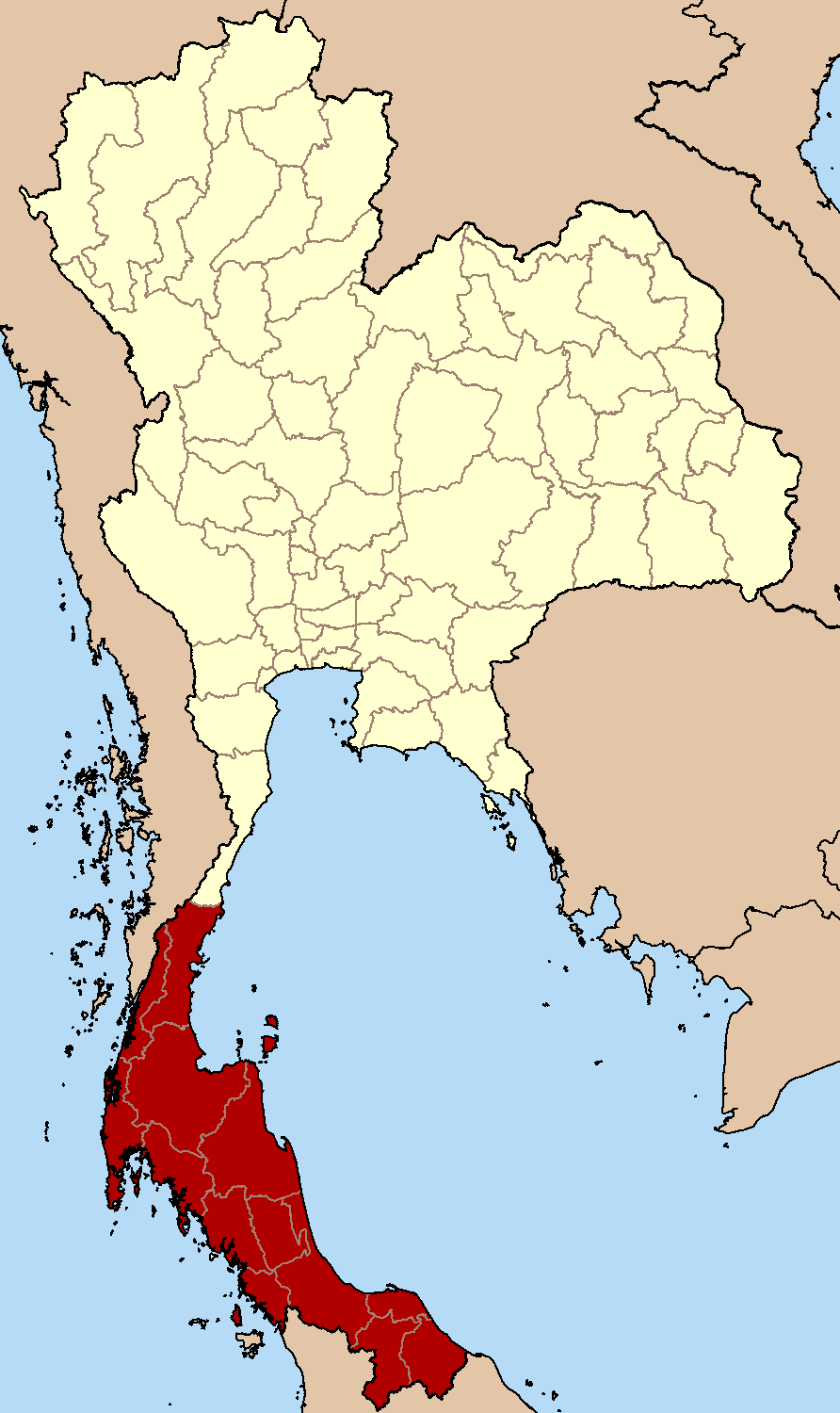
14 провінцій, що формують виступ на півдні Таїланду

- Північна провінція Хамгьон, Північна Корея
- Согдійська область, Таджикистан
- Південний Таїланд
- Хатай, Туреччина
- Сурхандар'їнська область, Узбекистан

### Європа

Лімбург, Нідерланди

- Федеральні землі Форарльберг і Тіроль становлять західний виступ Австрії
- Сюнік, Арменія
- Видинська область, Болгарія
- Неум, Боснія і Герцеговина
- Західна Фракія, Греція
- Кахетія, Грузія
- Донегол, Ірландія
- Монахан, Ірландія
- Галісія, Іспанія
- Провінція Трієст, Італія
- Дев'янишський виступ, Литва
- Бальцерс, Ліхтенштейн
- Бричанський район, Молдова
- Кастелре, Північний Брабант, Нідерланди
- Лімбург, Нідерланди
- Турошовський виступ, Польща
- Стародубщина, Брянська область, Росія
- Буджак, Україна
- Енонтекійо, Фінляндія
- Шарлевіль-Мезьєр, Франція
- Дубровницько-Неретванська жупанія, Хорватія
- Хеб, Чехія
- Шлукновський виступ[en], Чехія
- кантон Женева, Швейцарія
- кантон Шаффгаузен, Швейцарія
- Регіони Берніна, Енджадіна-Басса/Валь-Мюштайр та округи Лугано, Мендрізіо і Порантрюї, Швейцарія
- Лаатре, Естонія

## Виступи адміністративно-територіальних одиниць
Нижче наведені виступи адміністративних одиниць першого рівня.

### Виступи АТО в Африці
- Південь вілаєту Оран, Алжир

Виступ департаменту Кювет в Республіці Конго

Виступ області Фатік у Сенегалі

- Південний захід вілаєту Саїда, Алжир
- Північний схід провінції Біє, Ангола
- Схід округу Кгалагаді, Ботсвана
- Провінція Бале в області Букль-дю-Мухун, Буркіна-Фасо
- Провінція Курітенга у Східно-Центральній області, Буркіна-Фасо
- Північний захід провінції Бужумбура-Рурал, Бурунді
- Північ провінції Муїнга, Бурунді
- Департамент Верхнє Комо у провінції Волю-Нтем, Габон
- Північний захід Центральної області, Гана
- Північ провінції Кіндіа, Гвінея
- Північний схід регіону Маму, Гвінея
- Північний захід провінції Веле-Нзас, Екваторіальна Гвінея
- Зона Шиніле регіону Сомалі, Ефіопія
- Північ провінції Мідлендс, Зімбабве
- Захід Східної провінції, Кенія
- Схід муніципалітету Ель-Вахат, Лівія
- Схід регіону Дахлет-Нуадібу, Мавританія
- Північ області Асаба, Мавританія
- Південь округу Мзімба, Північного регіону, Малаві
- Північний схід провінції Тете, Мозамбік
- Південний захід департаменту Кювет, Республіка Конго
- Південь департаменту Ніарі, Республіка Конго
- Північний схід області Фатік, Сенегал
- Південь області Кігома, Танзанія
- Запад області Маньяра, Танзанія

### Виступи АТО у Північній і Південній Америці

Виступ на півночі провінції Гуаяс, Еквадор

Штат Барінас у Венесуелі має виступи на сході та на заході

Виступи у США

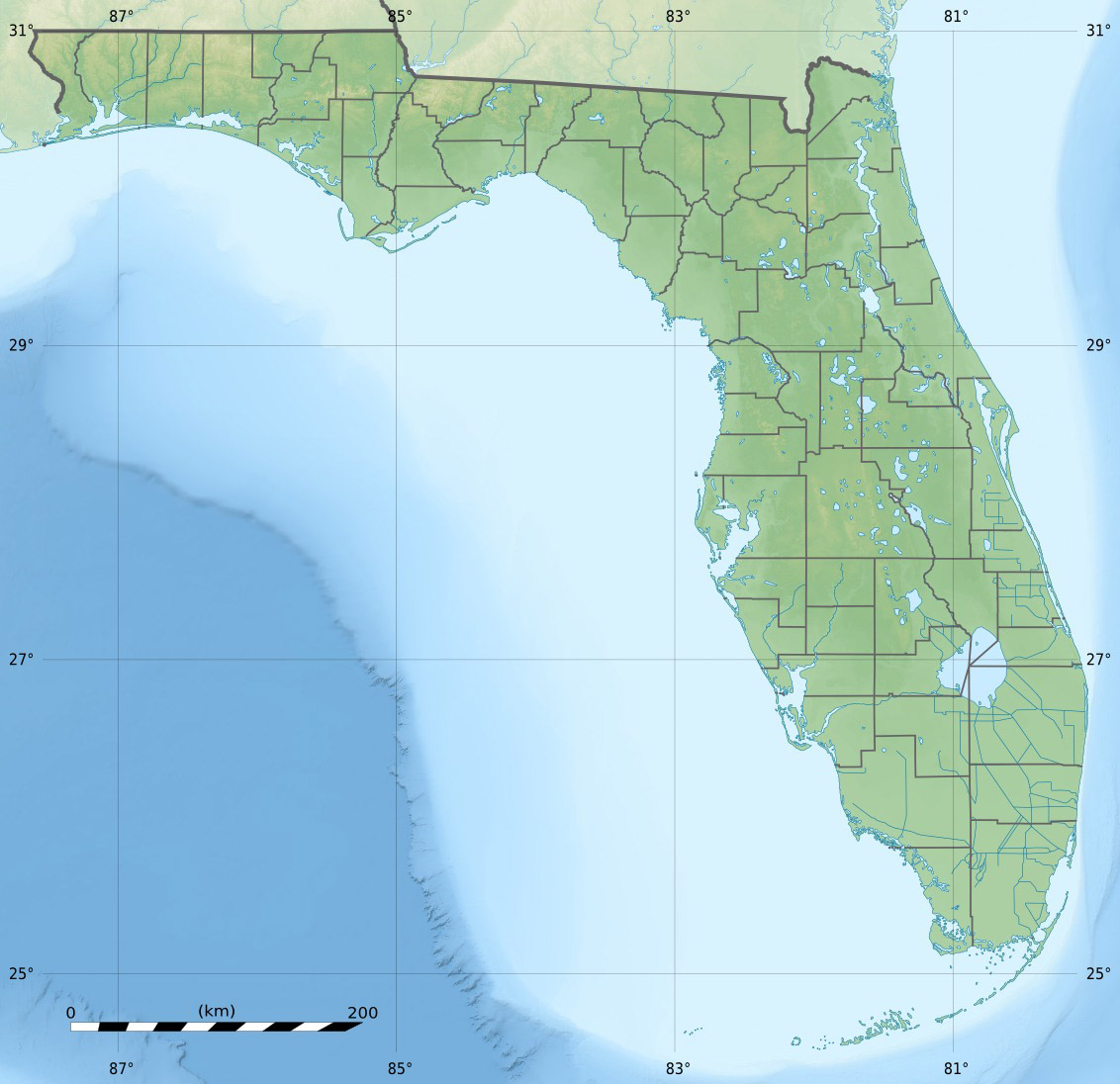
Флоридський виступ, що формує північне узбережжя Мексиканської затоки.

- Південь провінції Буенос-Айрес, Аргентина
- Південний схід департаменту Чукісака, Болівія
- Південний захід департаменту Чукісака, Болівія
- Південь штату Баїя, Бразилія
- Північ Мату-Гросу, Бразилія
- Схід Мінас-Жерайс, Бразилія
- Захід штату Апуре, Венесуела
- Захід штату Барінас, Венесуела
- Схід штату Барінас, Венесуела
- Північ регіону Східний Бербіс-Корентайн, Гаяна
- Південь провінції Ато-Майор, Домініканська Республіка
- Південь провінції Самана, Домініканська Республіка
- Захід провінції Імбабура, Еквадор
- Південний схід провінції Напо, Еквадор
- Північ провінції Гуаяс, Еквадор
- Північний захід Британської Колумбії, Канада
- Захід провінції Пунтаренас, Коста-Рика
- Захід провінції Сантьяго-де-Куба, Куба
- Північ штату Халіско, Мексика
- Схід штату Табаско, Мексика
- Південний схід штату Сакатекас, Мексика
- Південь штату Сакатекас, Мексика
- Південний схід провінції Бокас-дель-Торо, Панама
- Південний схід провінції Панама, Панама
- Південний схід провінції Верагуас, Панама
- Південь департаменту Сан-Мігель, Сальвадор
- Південно-Східна Аляска, США
- Коннектикутський виступ[en], США
- Флоридський виступ[en], США
- Айдахський виступ, США
- Західний Меріленд[en], США
- Небраскинський виступ[en], США
- Оклахомський виступ[en], США
- Техаський виступ, США
- Східний виступ Західної Вірджинії[en], США
- Північний виступ Західної Вірджинії[en], США
- Північний схід округу Сипалівіні, Суринам
- Провінція Арауко регіону Біобіо, Чилі
- Провінція Сан-Антоніо регіону Вальпараїсо, Чилі

### Виступи АТО в Азії

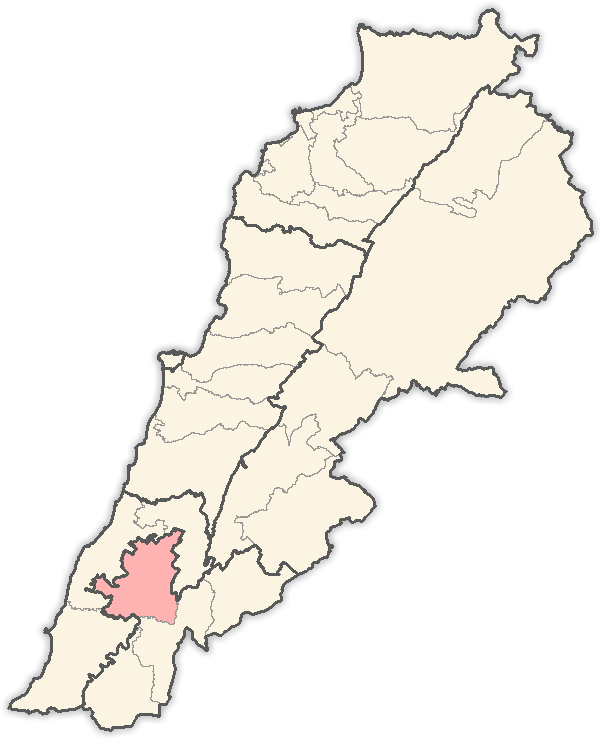
Район Ен-Набатія на заході однойменної мухафази в Лівані

Мапа Горно-Бадахшанської області Таджикистану з виступом на заході

Виступ на сході Південного Сулавесі в Індонезії

- Район Вахан на сході провінції Бадахшан, Афганістан
- Південь провінції Газні, Афганістан
- Схід провінції Герат, Афганістан
- Схід дзонгхагу Сарпанг, Бутан
- Захід мухафази Дамар, Ємен
- Округи Корапут і Малкангірі на південному заході штату, Одіша, Індія
- Південний схід штату Раджастхан, Індія
- Південний захід штату Уттар-Прадеш, Індія
- Схід провінції Південне Сулавесі, Індонезія
- Шахрестан Семіром в остані Ісфаган, Іран
- Південний захід остану Хорасан-Резаві, Іран
- Південь остану Єзд, Іран
- Північ мухафази Акаба, Йорданія
- Захід мухафази Ез-Зарка, Йорданія
- Південний захід Панфіловського району, Чуйської області, Киргизстан
- Чон-Алайський район, Ошська область, Киргизстан
- Схід міського округу Чучжоу в провінції Аньхой, КНР
- Захід Ганьнань-Тибетської автономної префектури, Ганьсу, КНР
- Міський округ Цзюцюань на заході провінції Ганьсу, КНР
- Міські округи Пінлян і Цін'ян на сході провінції Ганьсу, КНР
- Округ Дасін'аньлін на півночі провінції Хейлунцзян, КНР
- Міський округ Чжаотун на північному заході провінції Юньнань, КНР
- Район Ен-Набатія на заході однойменної мухафази, Ліван
- Північ округу Мандалай, М'янма
- Схід району Ачхам Далекозахідного регіону, Непал
- Захід району Суркхет Середньозахідного регіону, Непал
- Хайбер-Пахтунхва, Пакистан
- Район Скальбія мухафази Хама, Сирія
- Дарвозький район, Горно-Бадахшанська автономна область, Таджикистан
- Схід провінції Магінданао, Філіппіни
- Макаті, Філіппіни
- Округ Тринкомалі Східної провінції, Шрі-Ланка

### Виступи АТО у Європі
- Південь Верхньої Австрії, Австрія

Регіон Вестфірдір в Ісландії

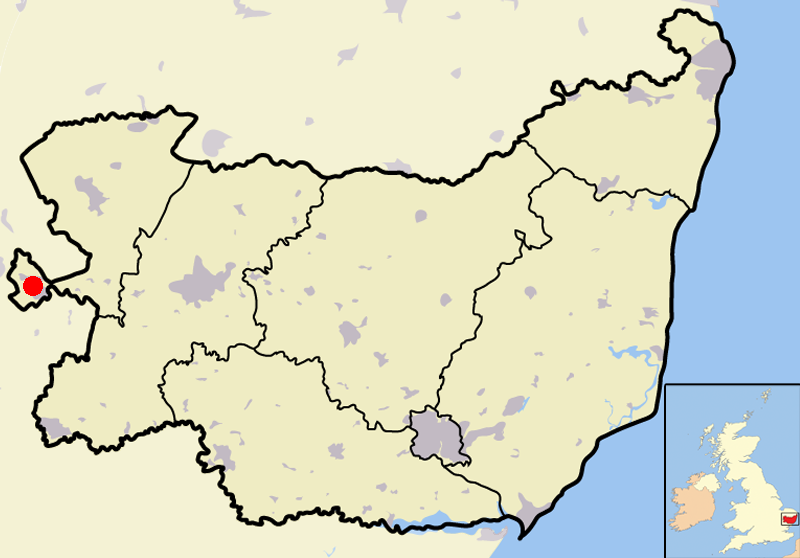
Виступ у Саффолку, Велика Британія

- Південь району Тінбридж, Велика Британія
- Захід округу Рексем, Уельс, Велика Британія
- Захід району Нью-Форест у графстві Гемпшир, Велика Британія
- Захід графства Саффолк, Велика Британія
- Північ графства Корнуолл, Велика Британія
- Саут-Стаффордшир, Стаффордшир, Велика Британія
- Захід графства Гартфордшир, Велика Британія
- Комуна Фредеріксхавн у Північній Ютландії, Данія
- Графство Оффалі у провінції Ленстер, Ірландія
- Південь регіону Вестфірдір, Ісландія
- Провінція Рієті, Лаціо, Італія
- Расейняйський район, Каунаський повіт, Литва
- Південь провінції Гелдерланд, Нідерланди
- Північ провінції Оверейсел, Нідерланди
- Нижня Франконія, Баварія, Німеччина
- Район Оснабрюк, Нижня Саксонія, Німеччина
- Район Альтенбургер-Ланд, Тюрингія, Німеччина
- Південний схід округу Евора, Португалія
- Міський округ Воркута, Республіка Комі, Росія
- Ексклави і протуберанці Москви[ru][2], Росія
- Північ медьє Пешт, Угорщина
- Паріккала, Південна Карелія, Фінляндія
- Руоколахті, Південна Карелія, Фінляндія
- Варкаус, Північна Савонія, Фінляндія
- Округ Фрауенфельд, Тургау, Швейцарія
- Захід кантону Вале, Швейцарія

### Виступи АТО в Океанії
- Південь округу Анетан, Науру

Округ Анетан у Науру

- Долина річки Рангітаїкі на півдні регіону Бей-оф-Пленті, Нова Зеландія
- Долина річки Хантер на півночі регіону Отаго, Нова Зеландія
- Північний схід провінції Західна Нова Британія, Папуа Нова Гвинея
- Північний схід провінції Нандронга-Навоса Західного округу, Фіджі